# The Pretty Reckless
The Pretty Reckless és un grup de rock alternatiu i post-grunge de Nova York format per la cantant, model i actriu Taylor Momsen. El grup va ser anomenat originalment "The Reckless" però va haver de canviar a "The Pretty Reckless" per problemes comercials.
La cantant principal Taylor Momsen va formar la banda l'any 2009 amb John Secolo com a guitarra, Matt Chiarelli com a baix i Nick Carbone com a bateria. En aquest mateix any van tocar juntament amb The Veronicas en la seva gira per Nord Amèrica. Avui dia, Momsen és l'única integrant original del grup, amb Ben Philips com a guitarra, Mark Damon com a baix i Jamie Perkins com a bateria.

## Història

### 2009-2010: Formació
Taylor Momsen, una cantant nord-americana, va treballar durant dos anys amb diversos productors abans de conèixer a Kato Kandhwala, qui la va presentar a Ben Philips, juntament amb el qual van començar a escriure cançons abans de contractar als altres tres músics per formar la banda The Reckless, nom el qual finalment el van haver de canviar degut a problemes de marca. Momsen va comentar que li agradava Khandwala perquè compartien la mateixa visió del rock, cosa que va facilitar treballar amb ell. La banda va tocar el seu primer concert el 5 de maig de 2009 a The Annex a Nova York. Després de set concerts, els membres contractats van deixar la banda. Més tard es van unir John Secolo a la guitarra, Matt Chiarelli al baix i Nick Carbone a la bateria. Van gravar alguns temes a principis de 2009 i més tard es van encarregar de ser els telonaris pels concerts de The Veronicas en la seva gira North American Tour. El 2010, Secolo, Chiarelli i Carbone van deixar la banda. Degut a això, Ben Phillips es va encarregar de la guitarra, Mark Damon del baix i Jamie Perkins de la bateria, mentre que Momsen es va dedicar a més de cantar de ser la guitarrista rítmica.

### 2016-Present:Who You Selling For
Al començament de setembre de 2015, Taylor Momsen, la principal cantant del grup de música, va confirmar que la banda estava treballant en un nou material en el nou estudi. Al 14 d'abril de 2016, la Taylor va confirmar a través de Twitter que el nou àlbum estava quasi acabat. El primer senzill del tercer àlbum d'estudi de la banda, "Take Me Down", es va estrenar al iHeartRadio estacions, al 14 de juliol de 2016. El sencill va ser llençat al mercat digitalment el 15 de juliol de 2016, i va ser atendida a US Rock.
El tercer àlbum d'estudi de la banda, Who You Selling For, es va donar conèixer el 21 d'octubre de 2016 per Razor & Tie. Amb aquest àlbum han estat en uns quants rànquings importants de les cançons més virals del Rock Alternatiu.
Actualment estan a punt d'acabar la seva gira que ha durat tot l'any des de principis de l'any 2017. Han anat visitant i donant concerts per tot Europa i part dels Estats Units principalment.

## Membres

### Membres actuals
- Taylor Momsen: veus, guitarra rítmica (2009–present)
- Ben Phillips: guitarra, cors (2010–present)
- Mark Damon: baix (2010–present)
- Jamie Perkins: bateria, percussió (2010–present)

### Membres passats
- John Secolo: guitarra (2009)
- Matt Chiarelli: baix (2009)
- Nick Carbone: bateria, percussió (2009)

## Discografia
- Light Me Up (2010)
- Going to Hell (2014)
- Who You Selling For (2016)
- Death by Rock and Roll (2021)

## Premis i nominacions
| Any  | Premi                                  | Categoria                  | Resultat |
| ---- | -------------------------------------- | -------------------------- | -------- |
| 2010 | Virgin Media Music Awards              | Millor Grup51              | Nominat  |
| 2010 | Virgin Media Music Awards              | Millor Grup Nou52          | Nominat  |
| 2012 | Golden Gods Awards (Revolver Magazine) | Millor Cançó (per Kill Me) | Nominat  |

## Gires

### Gires mundials
- Light Me Up Tour (2010-2012)53
- The Medicine Tour (2012)54 55
- Going To Hell Tour (2013)